# الكتيفة (دوعن)
'

تعديل مصدري - تعديل

الكتيفة هي إحدى قرى عزلة صيف بمديرية دوعن التابعة لمحافظة حضرموت، بلغ تعداد سكانها 237 نسمة حسب تعداد اليمن لعام 2004.